# Nghi thức
Nghi thức là một chuỗi các hoạt động liên quan đến cử chỉ, lời nói, hành động hoặc đối tượng, được thực hiện ở một nơi được sắp xếp theo thứ tự và theo một trình tự được thiết lập. Các nghi lễ có thể được quy định bởi các truyền thống của một cộng đồng, bao gồm cả một cộng đồng tôn giáo. Các nghi thức được đặc trưng, nhưng không được xác định chắc chắn bằng các chủ nghĩa hình thức, chủ nghĩa truyền thống, bất biến, quản trị cai trị, biểu tượng thiêng liêng, và trình diễn.
Nghi lễ là một đặc điểm của tất cả các xã hội loài người từng được biết đến. Chúng không chỉ bao gồm các nghi thức thờ phượng và bí tích của các tôn giáo và giáo phái có tổ chức, mà còn bao gồm các nghi thức thông qua, nghi thức chuộc tội và thanh tẩy, tuyên thệ trung thành, nghi thức cống hiến, lễ đăng quang và lễ nhậm chức tổng thống, hôn nhân, đám tang và nhiều hơn nữa. Ngay cả những hành động phổ biến như bắt tay và nói " xin chào " cũng có thể được gọi là nghi thức.
Lĩnh vực nghiên cứu nghi thức đã thấy một số định nghĩa mâu thuẫn của thuật ngữ này. Một điều được Kyriakidis đưa ra là một nghi thức là một thể loại của người ngoài cuộc cho một hoạt động tập hợp (hoặc tập hợp các hành động) mà đối với người ngoài cuộc, có vẻ phi lý, không liên tục hoặc phi logic. Thuật ngữ này cũng có thể được sử dụng bởi người trong cuộc hoặc người biểu diễn như một sự thừa nhận rằng hoạt động này có thể được người ngoài quan sát.
Trong tâm lý học, thuật ngữ nghi thức đôi khi được sử dụng theo nghĩa kỹ thuật cho một hành vi lặp đi lặp lại được sử dụng một cách có hệ thống bởi một người để vô hiệu hóa hoặc ngăn chặn sự lo lắng; nó có thể là một triệu chứng của rối loạn ám ảnh cưỡng chế nhưng hành vi nghi thức ám ảnh cưỡng chế nói chung là các hoạt động biệt lập.